# Der Wald vor lauter Bäumen
Pour plus de détails, voir Fiche technique et Distribution.
Der Wald vor lauter Bäumen est le premier film écrit, produit et réalisé par la réalisatrice allemande Maren Ade, sorti en 2003. Le film a été présenté en 2003 au Festival du Film International de Hof avant d'être projeté au Festival International du Film de Toronto 2004, puis au Festival du Film de Sundance 2005. Le film suit Melanie, une jeune professeur de collège, dans ses tentatives de créer des liens avec les personnes qu'elle rencontre. 

## Synopsis
Melanie Pröschle a 27 ans et viens de déménager à Karlsruhe pour son premier emploi comme professeur. Melanie est optimiste à propos de sa nouvelle vie mais est rapidement démoralisée par ses difficultés à se faire des amis et par ses élèves, qu'elle a du mal à contrôler. Après qu'un élève frustré lui a jeté dessus son lait au chocolat, Melanie convoque sa mère mais celle-ci diminue l'incident et Melanie tente de le cacher.
Melanie parvient à approcher Tina, une vendeuse qui lui vend une veste et s'avère habiter dans le même immeuble qu'elle. Après une visite de Tina à son appartement, les deux boivent et réalisent que Melanie a vue sur l'intérieur de l'appartement de Tina. Elles finissent par espionner depuis la fenêtre l'ex de Tina, Tobias, qui passe à l'appartement. Melanie continue à fréquenter Tina mais les choses deviennent vite malaisantes quand Melanie espionne Tina depuis son appartement et devient plutôt collante.
Lorsque le nouveau semestre commence, Melanie continue d'avoir des problèmes à l'école et avec Tina. Elle est soulagée lorsque Tina l'invite à la soirée pour son anniversaire, mais tombe sur Tobias à l'extérieur et pensant bien faire lui dit qu'il ferait mieux de ne pas rentrer à l'intérieur. Tobias lui charge ensuite de donner à Tina les fleurs qu'il lui avait apportées. Quand Tina réalise que Melanie a dit à Tobias de ne pas venir elle lui demande de partir et de ne plus venir chez elle.
Les tentatives de Melanie pour reconnecter avec Tina échouent et elle devient la cible des moqueries de Tobias et Tina lorsque les deux la surprennent en train d'épier leur salon. Contrariée, Melanie commence à manquer des classes et saute les rencontres parent-élèves. Le jour suivant elle quitte l'école en plein milieu d'une classe, prend sa voiture et conduit en pleurant. Elle lâche le volant et grimpe dans le siège arrière, où elle observe calmement le paysage.

## Fiche technique
- Titre original : Der Wald vor lauter Bäumen
- Réalisation : Maren Ade
- Scénario : Maren Ade
- Pays d'origine : Allemagne
- Genre : Drame
- Date de sortie : 2003

## Distribution
- Eva Löbau : Melanie Pröschle
- Daniela Holtz : Tina Schaffner
- Jan Neumann : Thorsten Rehm
- Ilona Schulz : Frau Sussmann

## Développement
Il s'agit du film de thèse de Maren Ade lors de ses études à l'Université de télévision et film de Munich. Ade a basé le film sur des histoires que ses parents, tous deux professeurs, lui ont racontées. Le film a été produit à l'aide de Komplizen Film, la compagnie de production de Ade.

## Distinctions
Entre autres honneurs, le film a reçu le Prix Spécial du Jury au Festival du Film de Sundance 2005. Le film a reçu un accueil favorable et a été projeté à plusieurs festivals internationaux.
- 2005: Prix Spécial du Jury, Festival du Film de Sundance
- 2005 : Meilleur film - Grand Prize, IndieLisboa - International Independent Film Festival
- 2005 : Meilleur film, nomination au prix du film allemand
- 2005 : Meilleur film, Cine Jove Valencia Film Festival
- 2005 : Meilleure actrice: Eva Löbau, Buenos Aires Independent Film Festival